# Championnats d'Amérique du Sud d'athlétisme espoirs 2018
Navigation
Édition précédente Édition suivante
Les Championnats d'Amérique du Sud d'athlétisme espoirs (en espagnol, 8° Campeonato Sudamericano U23), 8e édition, se déroulent à Cuenca, en Équateur, en septembre 2018.

## Résultats

### Hommes
| Event                         | Or                                                                          | Or                 | Argent                                                                                           | Argent       | Bronze                                                                          | Bronze        |
| ----------------------------- | --------------------------------------------------------------------------- | ------------------ | ------------------------------------------------------------------------------------------------ | ------------ | ------------------------------------------------------------------------------- | ------------- |
| 100 m (vent : +0.3 m/s)       | Derick Silva (BRA)                                                          | 10 s 17 (CR)       | Otilio Rosa (ARG)                                                                                | 10 s 50      | Ignacio Nordetti (CHI)                                                          | 10.60         |
| 200 m (vent : - 1,9 m/s)      | Otilio Rosa (ARG)                                                           | 21 s 06            | Carlos Perlaza (ECU)                                                                             | 21.13        | Enzo Faulbaum (CHI)                                                             | 21.20         |
| 400 m                         | Anthony Zambrano (COL)                                                      | 45 s 19 (PB)       | Alison dos Santos (BRA)                                                                          | 45 s 97 (PB) | Bruno Benedito da Silva (BRA)                                                   | 46.23         |
| 800 m                         | Matheus Pessoa (BRA)                                                        | 1 min 49 s 67      | Marco Antonio Vilca (PER)                                                                        | 1:50.52      | Rafael Muñoz (CHI)                                                              | 1:51.10       |
| 1 500 m                       | Carlos Santiago Hernández (COL)                                             | 3 min 59 s 47      | Cleber Cisneros (PER)                                                                            | 4 min 0 s 66 | Diego Uribe (CHI)                                                               | 4 min 1 s 21  |
| 5 000 m                       | Yuri Labra (PER)                                                            | 14 min 57 s 61     | Vidal Basco (BOL)                                                                                | 14:59.49     | Paul Ramírez (PER)                                                              | 14:59.85      |
| 10 000 m                      | Vidal Basco (BOL)                                                           | 31 min 14 s 72     | Yuri Labra (PER)                                                                                 | 31:56.16     | Juan Carlos Huiza (BOL)                                                         | 31:59.52      |
| 110 m haies (vent : +1,2 m/s) | Rafael Henrique Pereira (BRA)                                               | 13 s 76            | Fanor Escobar (COL)                                                                              | 14 s 02      | Juan Pablo Germain (CHI)                                                        | 14.12         |
| 400 m haies                   | Alison dos Santos (BRA)                                                     | 50 s 56            | Mikael de Jesus (BRA)                                                                            | 51.13        | Ian Corozo (ECU)                                                                | 51.92         |
| 3 000 m steeple               | Diego Arevalo (ECU)                                                         | 9 min 24 s 61      | Yessy Apaza (BOL)                                                                                | 9:27.50      | Yonathan Ichiparra (PER)                                                        | 9:35.66       |
| 4 × 100 m                     | Modèle:Flagteam Fanor Escobar Anthony Zambrano Luis Arizala Jhonny Rentería | 40 s 08            | Modèle:Flagteam Ignacio Nordetti Enzo Faulbaum Andrés Steuer Juan Pablo Germain                  | 40.60        | Modèle:Flagteam Steven Charcopa Carlos Perlaza Anderson Marquinez Steeven Salas | 41.09         |
| 4 × 400 m                     | Modèle:Flagteam Luis Arizala Nicolas Salinas Kevin Mina Anthony Zambrano    | 3 min 9 s 77       | Modèle:Flagteam Rafael Henrique Pereira Matheus Pessoa Alison dos Santos Bruno Benedito da Silva | 3 min 9 s 90 | Modèle:Flagteam Damian Carcelen Kenny León Carlos Perlaza David Cetre           | 3 min 13 s 17 |
| 20 km marche                  | César Rodríguez (PER)                                                       | 1 h 24 min 51 s 85 | Jhonatan Amores (ECU)                                                                            | 1:25:12.25   | Paolo Yurivilca (PER)                                                           | 1:25:44.23    |
| Saut en hauteur               | Jorge Luís da Graça (BRA)                                                   | 2,10 m             | Andy Preciado (ECU)                                                                              | 2,05 m       | Claudio da Silva (BRA)                                                          | 2.05 m        |
| Saut à la perche              | Bruno Spinelli (BRA)                                                        | 5,20 m             | Pablo Chaverra (COL)                                                                             | 5.20 m       | Dyander Pacho (ECU)                                                             | 5.10 m        |
| Saut en longueur              | Samory Fraga (BRA)                                                          | 7,42 m             | Fabrizio Mautino (PER)                                                                           | 7.26 m       | Brian López (ARG)                                                               | 7.25 m (w)    |
| Triple saut                   | Ulisses Costa (BRA)                                                         | 15,87 m            | Geinner Moreno (COL)                                                                             | 15.76 m      | Frixon Chila (ECU)                                                              | 15.69 m       |
| Lancer de poids               | Wellinton Morais (BRA)                                                      | 19,85 m            | José Miguel Ballivián (CHI)                                                                      | 16.40 m      | Saymon Hoffmann (BRA)                                                           | 16.39 m       |
| Disque                        | Cleverson Oliveira (BRA)                                                    | 52,80 m            | Wellinton da Cruz (BRA)                                                                          | 52.29 m      | José Miguel Ballivián (CHI)                                                     | 52.11 m       |
| Marteau                       | Humberto Mansilla (CHI)                                                     | 76,87 m (CR, NR)   | Joaquín Gómez (ARG)                                                                              | 75.96 m      | Gabriel Kehr (CHI)                                                              | 74.31 m       |
| Javelot                       | Francisco Muse (CHI)                                                        | 76,91 m (PB)       | Pedro Luiz Barros (BRA)                                                                          | 76.32 m      | Pedro Henrique Rodrigues (BRA)                                                  | 71.57 m       |
| Décathlon                     | Sergio Pandiani (ARG)                                                       | 7119 pts           | César Jofre (CHI)                                                                                | 6873 pts     | Luiz Henrique Santos (BRA)                                                      | 6772 pts      |